# O’Kean (Arkansas)
O’Kean – miasto w Stanach Zjednoczonych, w stanie Arkansas, w hrabstwie Randolph.